# Netai Bysack
Netai Chand Bysack (* 21. März 1928; † 5. Dezember 2005 in Kalkutta) war ein indischer Radrennfahrer.

## Sportliche Laufbahn
Bysack nahm an den Olympischen Sommerspielen 1952 in Helsinki teil. Bei den Spielen schied er im olympischen Straßenrennen beim Sieg von André Noyelle aus. Die indische Mannschaft mit Pradip Bode, Netai Bysack, Raj Kumar Mehra und Suprovat Chakravarty kam nicht in die Mannschaftswertung.
Er trat auch in den Wettbewerben im Bahnradsport an. Dabei bestritt er mit dem Bahnvierer die Mannschaftsverfolgung. Das indische Team schied in der Qualifikation aus. Zudem startete er im Sprint und schied dort im Vorlauf aus. Bei den Asienspielen 1951 gewann er die Bronzemedaille im 1000-Meter-Zeitfahren.